# The War at Home (pel·lícula de 1979)
The War at Home és una pel·lícula documental sobre el moviment contra la guerra a la zona de Madison (Wisconsin) durant l'època del Guerra del Vietnam. Combina imatges d'arxiu i entrevistes amb participants que exploren els esdeveniments de l'època al campus de la Universitat de Wisconsin–Madison. La pel·lícula va ser nominada a un Oscar al millor documental.

## Argument
La pel·lícula se centra en les protestes estudiantils de les polítiques governamentals a la guerra del Vietnam, els enfrontaments entre estudiants i la policia, i les respostes dels polítics i del públic davant l'agitació. Entre els principals esdeveniments inclosos és l'atemptat a Sterling Hall. Amb la intenció de destruir el Centre d'Investigació Matemàtica de l'Exèrcit a l'edifici, el bombardeig també va provocar una destrucció massiva d'altres parts de l'edifici, provocant la mort d'un investigador de física, Robert Fassnacht, que no estava involucrat en la investigació matemàtica de l'exèrcit. El bombarder Karleton Armstrong, germà de Dwight Armstrong, és entrevistat per a la pel·lícula, així com Paul Soglin, un líder contra la guerra que va arribar a ser alcalde de Madison.

## Recepció i llegat
Va obtenir una nominació a l'Oscar al millor documental.
Alguns diàlegs de The War at Home foren samplejats a la cançó “Thieves” del grup Ministry de l’àlbum de 1989 The Mind is a Terrible Thing to Taste.

Veient la pel·lícula després de la seva recent restauració, Peter Canby escriu a The New Yorker:
| « | La pel·lícula cobreix el període des de 1963, quan els primers manifestants portaven jaquetes i corbates, en alguns casos pipES fumada, i va assistir a teach-ins—fins al 1973. Durant el camí, hi ha unes imatges extenses dels dramàtics avenços de Madison, inclòs un atac policial contra manifestants contra la guerra que s'havien apoderat d'un edifici del campus per protestar per la visita de reclutadors de Dow Chemical al campus. (Dow va ser el fabricant del napalm.) En aquell episodi, la policia va colpejar, gairebé sense provocació, a qualsevol persona a qui poguessin tenir les mans. En un moment sense intenció d'humor, capturat en la pel·lícula, un professor de sociologia anomenat Maurice Zeitlin recorda que els estudiants van entrar corrents i li van demanar que parlés amb seny a la policia. Zeitlin surt corrents de la seva oficina, només per ser colpejat per darrere. | » |

Bill Siegel, director DE The Trials of Muhammad Ali, es va inspirar per convertir-se en cineasta després de veure la pel·lícula.

## Disponibilitat
El 2018, la pel·lícula va ser restaurada en 4K per IndieCollect i es va tornar a estrenar.